# Parachtes limbarae
Parachtes limbarae là một loài nhện trong họ Dysderidae.
Loài này thuộc chi Parachtes. Parachtes limbarae được Otto Kraus miêu tả năm 1955.